# Хэддок, Дорис
До́рис Хэ́ддок (англ. Doris Haddock; 24 января 1910, Лакония, Нью-Гэмпшир — 9 марта 2010, Даблин, Нью-Гэмпшир), также известная как «Бабушка Ди» (англ. Granny D) — американская политическая активистка (Демократическая партия) и писательница. Кандидат в сенаторы от штата Нью-Гэмпшир (2004). Долгожительница; получила известность, когда в возрасте 88—90 лет за 14 месяцев прошла пешком более 5100 километров по стране с целью поддержать реформу финансирования избирательных кампаний.

## Биография
Этель Дорис Роллинс (девичья фамилия) родилась 24 января 1910 года в городке Лакониа, штат Нью-Гэмпшир. Училась в Колледже Эмерсон, но была вынуждена его бросить, так как в 1930 году вышла замуж за Джеймса Хэддока (ум. 1993), взяла его фамилию, родила сына Джима (Джеймса) (род. 1936) и дочь Бетти (1933—2005). С середины 1930-х годов и до середины 1950-х работала исполнительным секретарём на обувной фабрике «Би-Би» в Манчестере.
В 1972 году Хэддок с мужем переехала в городок Даблин в том же Нью-Гэмпшире. В 1993 году Джеймс умер от болезни Альцгеймера, примерно в то же время умерла лучшая подруга Дорис, Элизабет, — именно в её шляпке Хэддок совершила своё знаменитое путешествие по стране в 1999—2000 годах.
В 2000 году стала почётным доктором колледжа Эмерсон, в котором училась около 70 лет назад, а в 2002 году получила почётную степень от университета Франклина Пирса.
В 2004 году суд округа Чешир, штат Нью-Гэмпшир, удовлетворил просьбу Дорис Хэддок о смене среднего имени на Грэнни Ди (Бабушка Ди) — прозвище, под которым она была известна многим уже долгие годы.
Дорис Хэддок скончалась в Даблине 9 марта 2010 года в возрасте 100 лет и полутора месяцев. Причиной смерти стало респираторное заболевание. У неё остались двое детей, восемь внуков и внучек и шестнадцать правнуков и правнучек.

## Политическая активность
Политической активисткой Хэддок стала поздно, в 50 лет. Всё началось в 1960 году, когда она и её муж, при содействии, конечно же, других активистов, добились запрета на «мирный» ядерный взрыв на Аляске (Проект «Колесница»), в результате чего была спасена деревня Пойнт-Хоп.
С 1995 года 85-летняя Хэддок всерьёз заинтересовалась реформой финансирования избирательных кампаний, предлагаемой Джоном Маккейном и Рассом Файнголдом. В её поддержку Хэддок, к тому времени уже страдающая артритом и эмфиземой, 1 января 1999 года покинула игру Роуз Боул проходившую на одноимённом стадионе, и Парад роз в городе Пасадина, штат Калифорния, и отправилась пешком на восток, в столицу страны. В день она проходила около 16 километров, шла шесть дней в неделю, пересекла штаты (в порядке следования) Калифорния, Аризона, Нью-Мексико, Техас, Арканзас, Теннесси, Кентукки, Огайо, Западная Виргиния, Мэриленд, Виргиния и закончилось её путешествие 29 февраля 2000 года в Вашингтоне, округ Колумбия. Всего за 14 месяцев она прошла более 5100 километров. В пути Хэддок произносила многочисленные речи; встретила два своих дня рождения: 89-й и 90-й. Поскольку к пешему путешествию старушки-активистки достаточный интерес проявили СМИ, в конечной точке маршрута Хэддок встречали около 2200 человек. Несколько десятков членов Конгресса проделали вместе с ней последние километры пути от Арлингтонского кладбища до Капитолия.
Чуть позднее, 21 апреля 2000 года, 90-летняя Дорис Хэддок была арестована полицией Капитолия (первый арест в её жизни) за то, что читала Декларацию независимости на ступенях столичного Капитолия. Суд приговорил её к штрафу в 10 долларов.
В 2004 году баллотировалась в сенаторы от штата Нью-Гэмпшир, так как их кандидат неожиданно снялся за день до последнего срока. Она набрала 33,72 % голосов, проиграв республиканцу Джадду Греггу. Об этом событии в 2007 году был снят документальный фильм «Беги, бабушка, беги».
Дорис Хэддок написала три автобиографические книги, все в соавторстве с политиком Деннисом Бёрком. Политически активной Хэддок оставалась до последних дней жизни.

## Награды

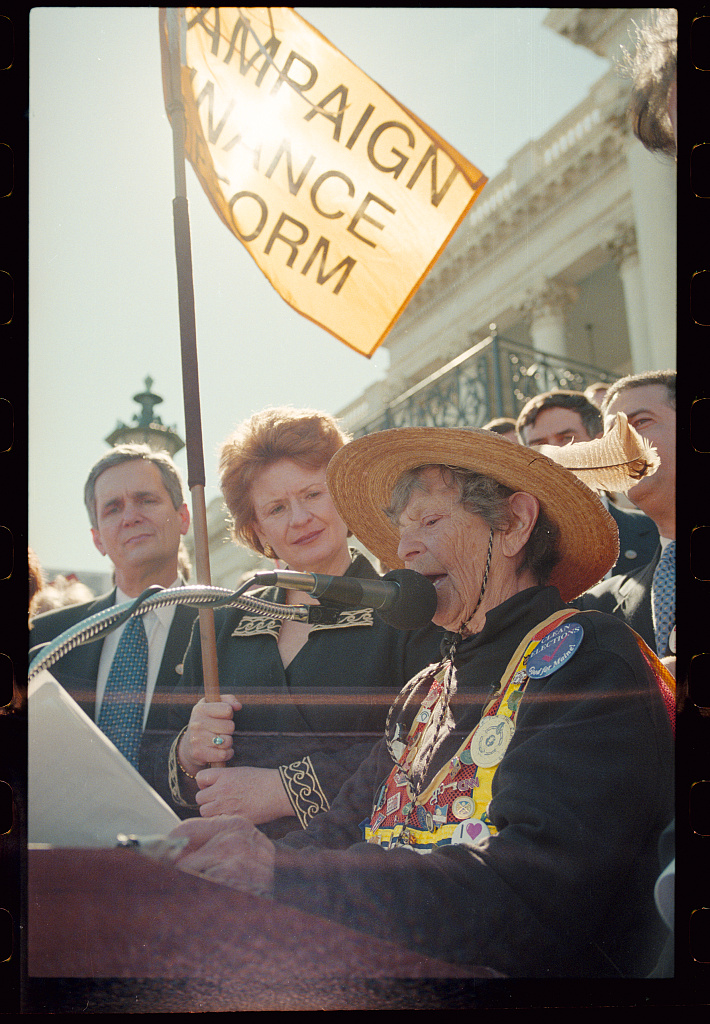
Дорис Хэддок выступает у Капитолия в финале своего пешего марша

- 2000 — почётный доктор колледжа Эмерсон
- 2002 — почётная степень от университета Франклина Пирса[англ.]
- Символические ключи от городов:
  - Остин  Техас
  - Форт-Уэрт  Техас
  - Бирмингем  Алабама
  - Кларксберг  Западная Виргиния
  - Паркерсберг  Западная Виргиния
  - Давенпорт  Айова
  - Ферндейл  Мичиган
  - Кин  Нью-Гэмпшир
  - Лас-Крусес  Нью-Мексико
  - Лордсберг  Нью-Мексико
  - Паркер  Аризона
  - Тумстон  Аризона
  - Апленд[англ.]  Калифорния